# Гай-Гаєвський Федір Іванович
Федір (Хведір) Іванович Жлудкин (Гай-Гаєвський) (1 серпня 1890, Київ — 30 жовтня 1962, Прага) — військовий, громадський і театральний діяч, повстанець, колекціонер, дитячий письменник, помічник режисера Кам'янець-Подільського державного театру (1920), помічник секретаря і секретар фінансової комісії Міністерства фінансів УНР (12.1920-1921), помічник начальника Культурно-освітнього відділу та завідувач друкарні 6-ї січової дивізії в таборах Александрув-Куявський і Щипйорно, член Товариства українських інженерів (1930-ті), сотник Армії УНР.

## Біографія
Федір Іванович Жлудкин народився 1 серпня 1890 року в Києві. В Curriculum vitae він зазначає, що навчався в третій київській гімназії (1909 р.), вступив на механічний факультет Київської політехніки. Однак у 1912 році через смерть батька і скрутне фінансове становище залишив його та вступив на правничий факультет Київського університету та почав працювати канцеляристом «на Квартирно-Воїнському відділу Київської Мійської Управи». Згодом замав посади помічника діловода та завідувача відділів квартирно-військового та житлового. В 1914 році перейшов на службу до Київського Окружного Управління по кватирному задоволенню військ.
З 1915 року по грудень 1917 р. Федір Жлудкин був на фронті. Брав участь в українізації 6-го корпусу. У 1918 році брав участь у повстанні Куреня смерті та Вільному козацтві. З січня 1919 року воював у складі Синьої дивізії Армії УНР. У грудні 1919 року захворів на тиф і залишився в Кам'янці-Подільському, а в лютому 1920 року був звільнений з військової служби. У січні 1919 розлучився з дружиною, а 10 травня 1920 взяв шлюб із Неонілою Семенівною Гайчук, дочкою помічника столоначальника Подільської казенної палати.
З лютого по липень 1920 р. служив у Експедиції заготовки державних паперів як лічильник, доглядач, завідувач літографічної майстерні та помічник завідувача літографічного відділу. Після евакуації Експедиції служив у Кам'янець-Подільському державному театрі помічником режисера, а З грудня 1920 року — у Міністерстві фінансів УНР помічником секретаря та секретарем.
З липня 1921 року служив як культурно-освітній робітник 6-ї січової стрілецької дивізії. Працював у письменницькій секції Українського товариства «Мистецтво». Власник «чи не найбільшої на еміграції» збірки українських театральних п'єс. У 1930-х роках — співробітник газет і журналів для дітей, автор оповідань для дітей, упорядник дитячих казок різних народів. Публікувався у журналах «Малі друзі», «Дзвіночок», «Веселка», «Краківські вісті» та ін.
У березні 1931 року померла дружина Неоніла. Сам Федір Іванович помер 30 жовтня 1962 року в Празі, похований у м. Подєбради поруч з дружиною.